# Bava batra
Bava batra (hebräisch בבא בתרא ‚die hintere Pforte‘) ist der dritte Mischna-Traktat in der Ordnung Nesiqin סֵדֶר נְזִיקִין (Schädigungen). Er hat eine Tosefta sowie eine Gemara in beiden Talmudim.

## Die drei Bavot
Die Bezeichnung Bava batra stammt aus dem Aramäischen und bedeutet wörtlich letztes/hinteres Tor bzw. Pforte. Im übertragenen Sinne bezeichnet Bava auch einen Abschnitt eines literarischen Werkes. Der Name verweist darauf, dass Bava batra zusammen mit Bava qama (dt. "die erste Pforte") und Bava metzia (dt. "die mittlere Pforte") einst zusammen einen Traktat bildete. In der eretz-jisra'elischen Handschriftentradition trägt der Gesamttraktat wie auch die IV. Ordnung den Namen Nesiqin und ist nicht unterteilt. Lediglich in Handschrift Cambridge folgt vor Kapitel 21 des Traktates die Zwischenüberschrift hebräisch באבא בתרא. Die Trennung in drei "Pforten" stammt vermutlich aus der babylonischen Tradition und erfolgt aus rein praktischen Gründen. Inhaltliche Bezüge bestehen über die heutigen Traktatgrenzen hinweg in die vorderen beiden Bavot.

## Inhalt
Kapitel 1 ist eine Fortsetzung des vorhergehenden Traktates Baba metzia und regelt Fragen der Teilhaberschaft an Immobilien. Das folgende Kapitel befasst sich im Wesentlichen mit Fragen des Baurechts im Hinblick auf Nachbarschaft: Welche Mindestabstände müssen für bestimmte Bauzwecke oder Einrichtung wie Taubenschläge eingehalten werden? Ähnliche Fragen werden auch in Kapitel 3 wieder aufgenommen, zuvor erfolgt jedoch eine Klärung der Rechtsgültigkeit und Dauerhaftigkeit von Inbesitznahmen.
Die Kapitel 4 und 5 schließlich klären, was eine jeweilige Erwerbung umfasst, d. h. ob beispielsweise beim Erwerb einer Immobilie die Mobilien eingeschlossen sind. Daran anschließend werden in Kapitel 6 Garantien und Haftungspflichten und weitergehende mit einem Besitzwechsel verbundene Ansprüche geklärt. Insbesondere in Bezug auf das Wegerecht beim Verkauf von Grundstücken wird in den letzten Mischnajot das Augenmerk gelegt. Damit ist das thematische Stichwort für Kapitel 7 gegeben: Wie werden Grundstücke vermessen?
Die abschließenden drei Kapitel behandeln zunächst die Auslegung des biblischen Erbschaftsrechtes in Anlehnung an Numeri 27, danach das Vertragsrecht im Hinblick auf Verlobungen und Ehen, sowie Schuldverschreibungen bzw. die Anfertigung von Urkunden im Allgemeinen.
Der Traktat endet mit einer weisheitlichen Belehrung:

„Rabbi Jischma'el sagte: "Wer weise werden möchte, befasse sich mit Fragen des Finanzrechtes, da es in der Tora kein größeres Fachgebiet als dieses gibt, denn sie sind wie ein sprudelnder Brunnen. Und wer sich mit Fragen des Finanzrechtes befassen möchte, gehe bei Schim'on ben Nannos in die Lehre."“

Abgesehen von dieser Episode zum Schluss enthält der Traktat kein agadisches Material, welches sich dafür reichlich in der Tosefta findet.